# 고양 신원동 덕명교비
고양 신원동 덕명교비(高陽 新院洞 德明橋碑)는 경기도 고양시 덕양구 신원동에 있는, 조선조 중기 고양지역의 하천인 공릉천(일명 신원천)에 석교를 만들고 그 참여자 등 내역을 기록한 비석이다. 2009년 8월 31일 고양시의 향토문화재 제52호로 지정되었다.

## 개요
고양 신원동 덕명교비는 총 높이 286cm로 비신은 가로 95cm, 두께 25cm이며, 화강암으로 제작되었다. 비를 받치고 있는 대좌는 현재 지표면보다 낮은 상태로 비신의 비문은 비바람 등으로 마멸이 심해 일부는 판독이 어려운 실정이다. 비의 가장 윗 부분인 옥개석의 일부도 마모되어 있는 상태이다. 
비의 앞면에는 전자(篆字)로 '경기도 고양군 신원덕명교'라 기록되어 있다. 앞면에는 전자 이외에도 가는 글씨로 된 비문이 전면(全面)에 새겨져 있다. 비의 뒷멵에도 비의 중간 부분부터 비문이 기록되어 있는데 '고양 신원 덕명교량명'이라 기록되어 있다. 이후 비문의 그 아래로는 수십명의 인명이 한문과 이두문자로 기록되어 있다.
이 비의 내용은 한양과 한반도 북부 지방 및 중국을 연결하는 의주길(義州路) 관서대로(關西大路) 구간중 신원동 공릉천 위에 다리를 놓으면서 그 자세한 사항을 기록으로 표기해 둔 것이다. 비문에 의하면 이 비의 건립자는 이한(李翰)과 당시 고양 군수인 통정대부 유후성(通政大夫 柳後聖), 그리고 정헌대부 윤면지(政憲大夫 尹勉之), 이상식(李尙植), 홍시우(洪時雨)를 대표로 한 760여 명의 주민으로 되어 있다. 즉 앞면은 비의 서문과 본문으로 주민 760여명이 모두 힘을 합쳐 공릉천 위에 돌다리를 건립했고 그 명단을 자세하게 기록해 둔 것이다.

## 같이 보기
- 공릉천